# 望城坡站 (贵阳市)
望城坡站是贵阳轨道交通1号线与S1线的地铁车站，是一个换乘站，亦为S1线东端终点站，位于中华人民共和国贵州省贵阳市南明区珠江路与金南街交叉口北侧，1号线车站于2018年12月1日开通，S1线车站于2024年12月28开通。

## 车站结构
望城坡站为1号线与S1线换乘站，其中1号线车站沿珠江路南北向设置，为地下二层岛式站台车站，车站长253.5米，标准段宽19.2米，车站地下一层为站厅层，地下二层为站台层，南侧设有一条存车线。S1线车站位于1号线车站西侧，沿珠江路北侧地块及望城坡山体下方大致呈东西向设置，为地下三层岛式站台车站，车站长180米，宽24.75米，车站地下一层为站厅层，地下三层为站台层，东侧设有一组交叉渡线，供列车折返使用。两线站厅相连，采用站厅换乘。
|                   |  | █ 1号线往窦官（沙冲路）       |
| 島式 · 開左邊车门 |  |                               |
|                   |  | █ 1号线往小孟工业园（珠江路） |

|                   |  | █ S1线往皂角坝（小河） |
| 島式 · 開左邊车门 |  |                        |
|                   |  | █ S1线落客             |

## 车站出口
望城坡站共设4个出入口，各出口及周围设施如下所示：
| 编号                | 出入口信息                     | 照片 | 无障碍设施 |
| ------------------- | ------------------------------ | ---- | ---------- |
| A · 出口 · （设有） | 珠江路，贵州晶朗眼科医院       |      |            |
| B · 出口 · （设有） | 珠江路，小城故事，金地云麓一号 |      |            |
| C · 出口            | 新村路                         |      | 不適用     |
| D · 出口 · （设有） | 贵阳市南明区新村学校           |      |            |
| 图例： 设有         |                                |      |            |

## 接驳交通

### 公交车
- 轨道望城坡站：B7路
- 珠江路北口：B7路

## 车站历史
本站工程名与正式名均为望城坡站，站名来自车站所在的望城坡片区。
- 2015年12月30日，1号线车站主体结构封顶[3]。
- 2018年12月1日，1号线车站随1号线全线通车开通[1]。
- 2024年12月28日，S1线车站随S1线工程通车开通，车站成为换乘站[2]。